# ニコライ・アビルゴール
ニコライ・アビルゴール（Nicolai Abraham Abildgaard、1743年9月11日 - 1809年6月4日）はデンマークの新古典派の画家、彫刻家、建築家である。

## 略歴
コペンハーゲンで生まれた。父親は博物画家、博物学者、考古学者のセーレン・アビルゴールでデンマークの動物に関す著作や、デンマークの墓碑などの調査をした人物で、兄に獣医学校の設立者、ピーダ・クリスチャン・アビルゴール（Peter Christian Abildgaard）がいる。
1764年から1772年まで、デンマーク王立美術院でヨハン・マンデリベリ（Johan Mandelberg）やヨハネス・ヴィーデヴェルト(Johannes Wiedewelt)に学んだ。1771年に奨学金を得て、ローマに留学した。1777年にデンマークに戻り、デンマーク王立美術院の教授となり、1789年に美術院の会長となった。代表作は、クリスチャンスボー城に描いた壁画であったが、これは1794年の城の火災で失われた。
歴史画の他、神話や、ジェイムズ・マクファーソンの叙事詩「オシアン」やシェークスピアの作品などの場面を題材とした。彫刻の分野でも働き、有名な彫刻家、ベルテル・トルバルセンはアビルゴールのもとで、芸術活動を始めた。

## アビルゴールの作品

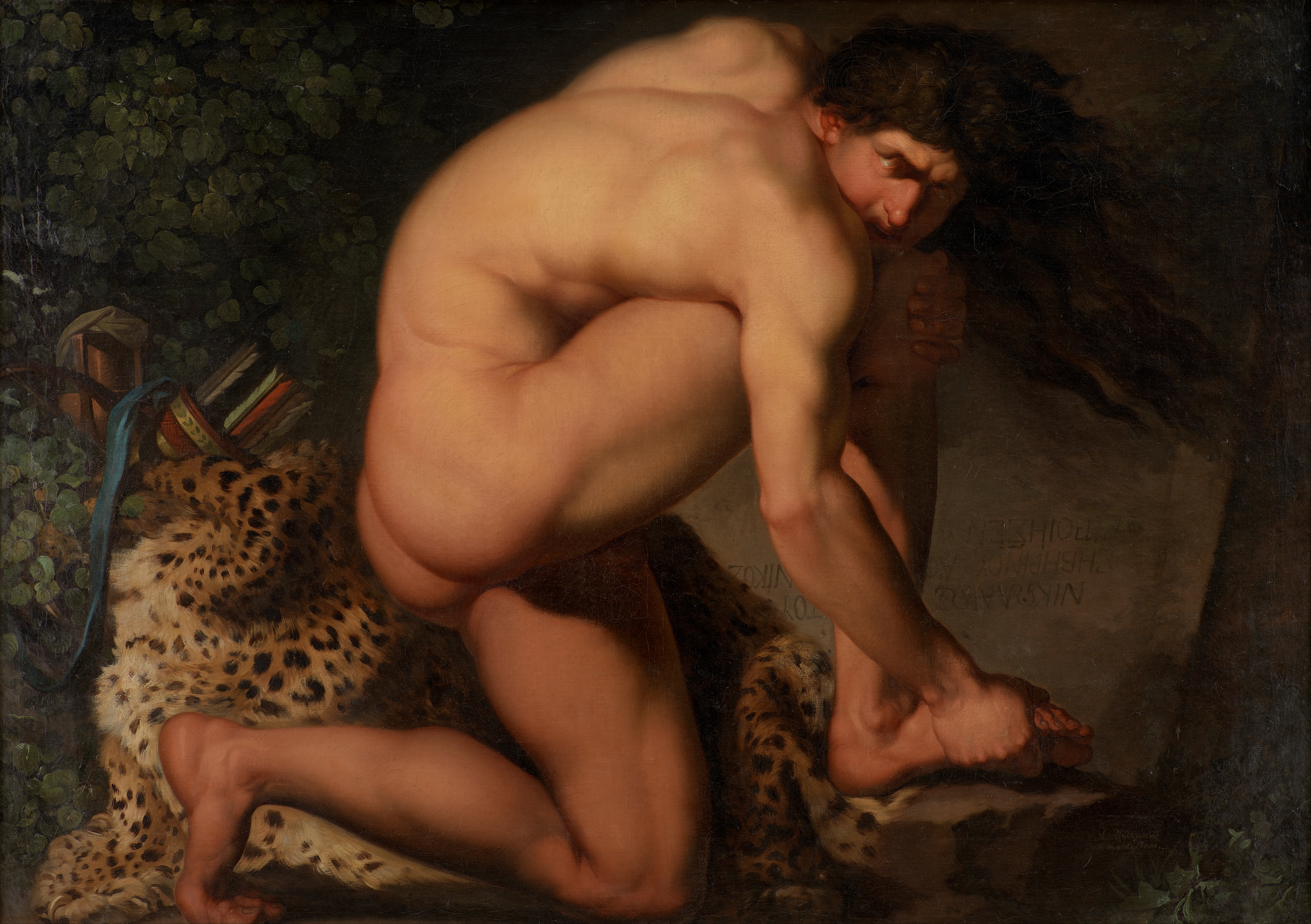
「傷ついたピロクテテス」
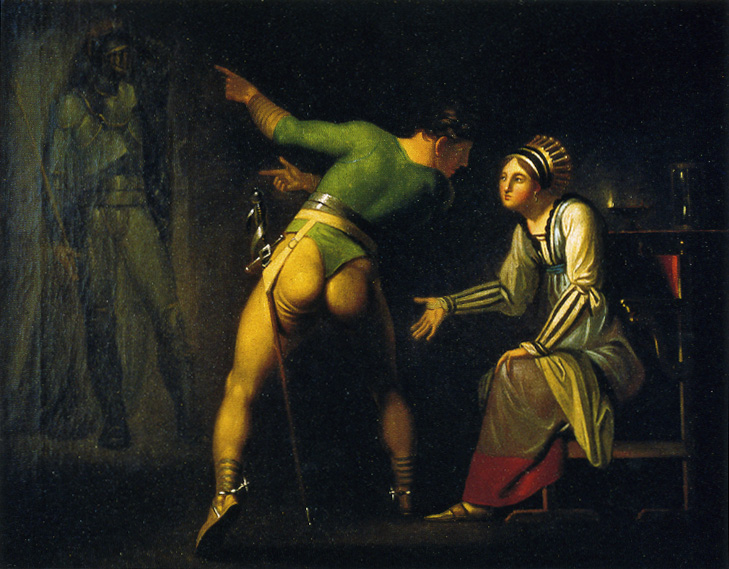
ハムレットと母親
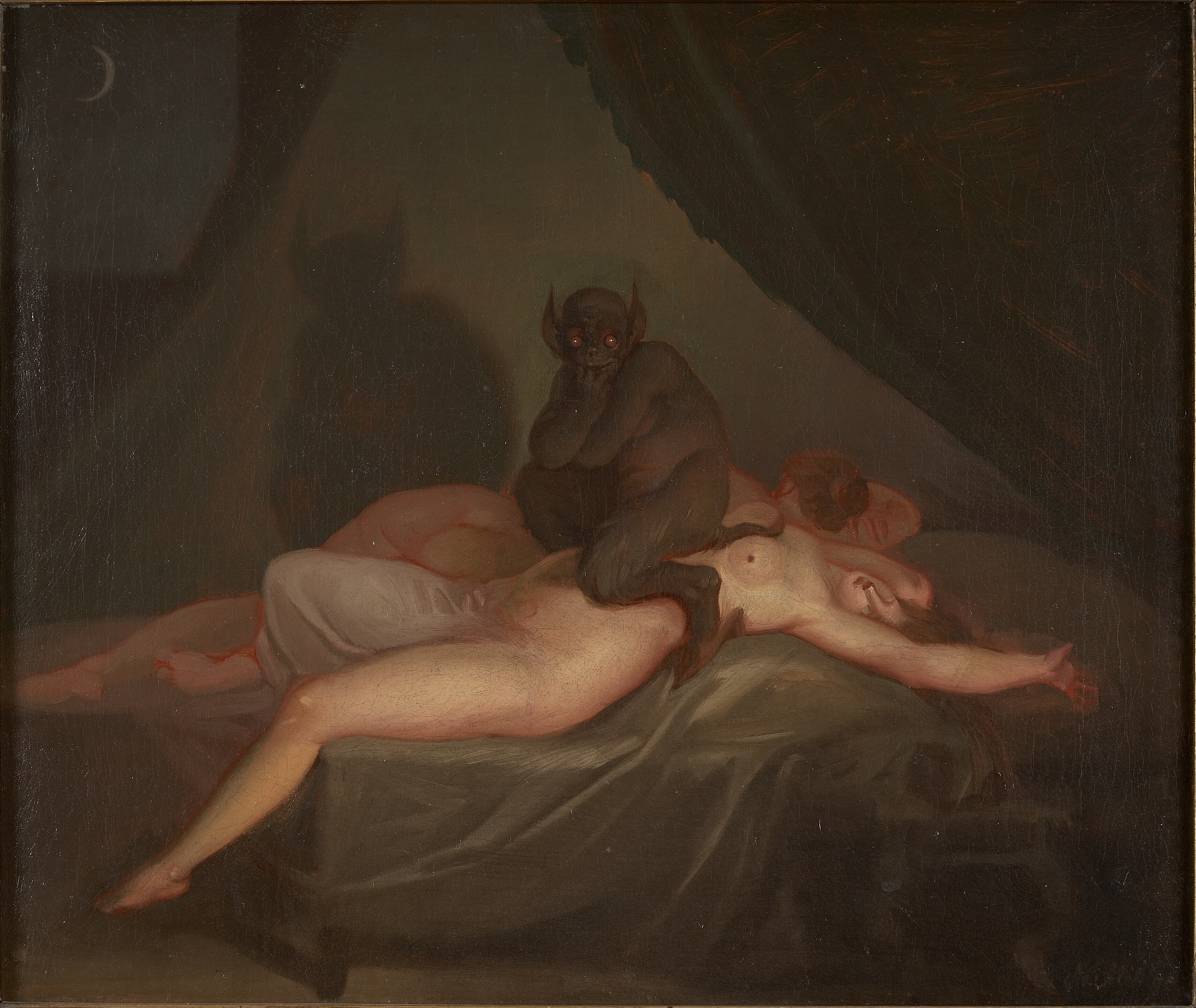
悪夢

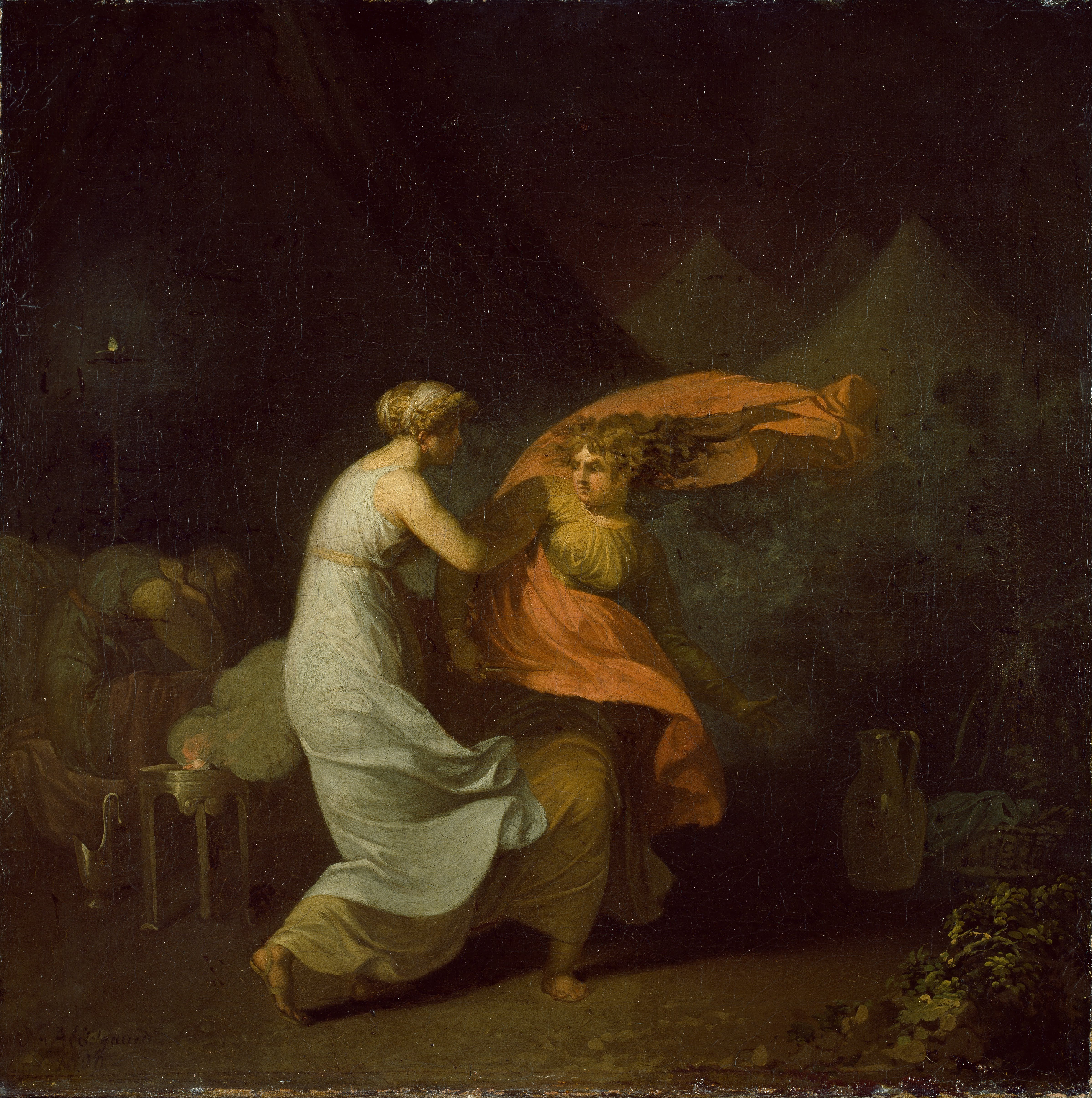
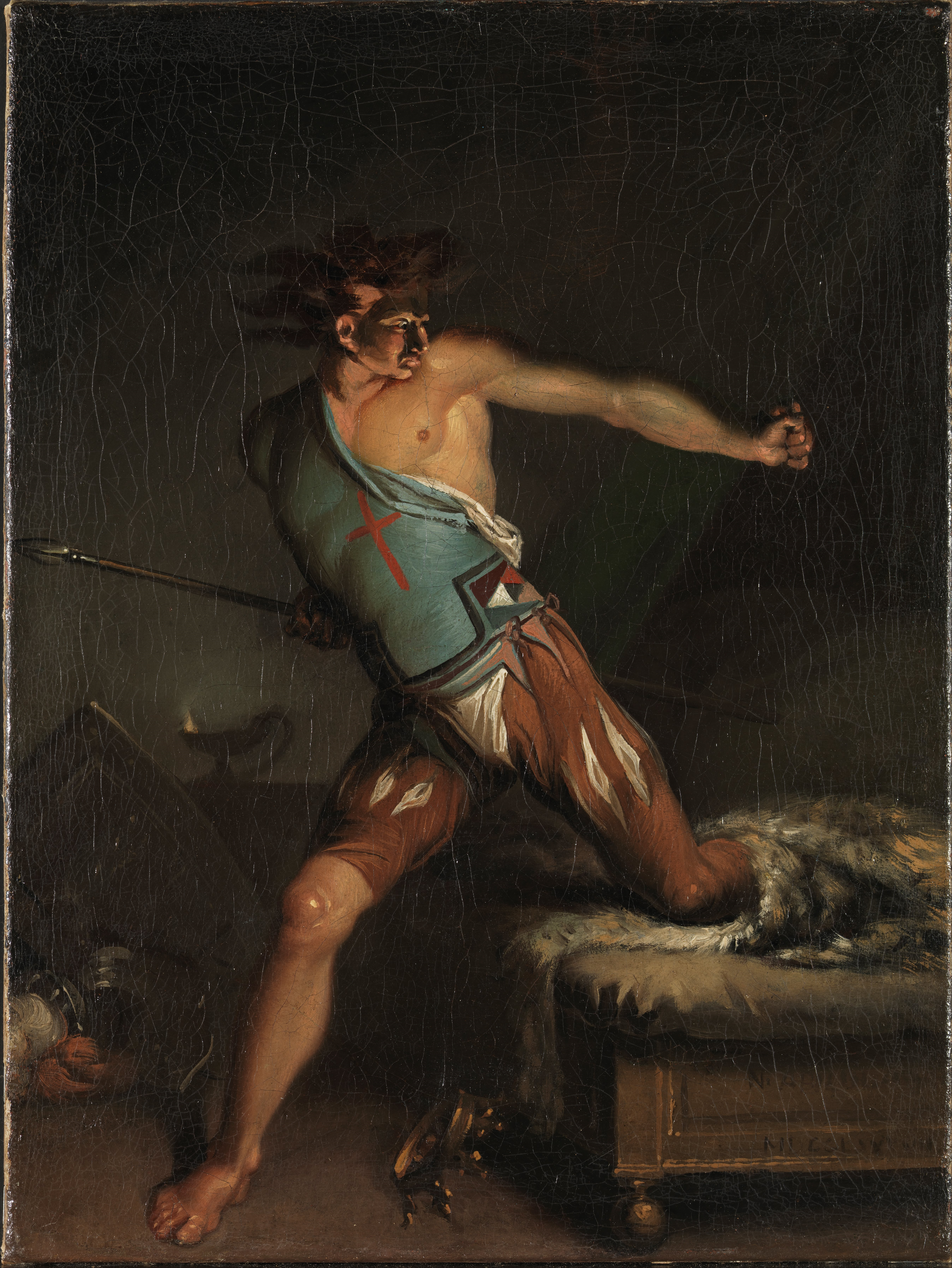
「リチャード三世」
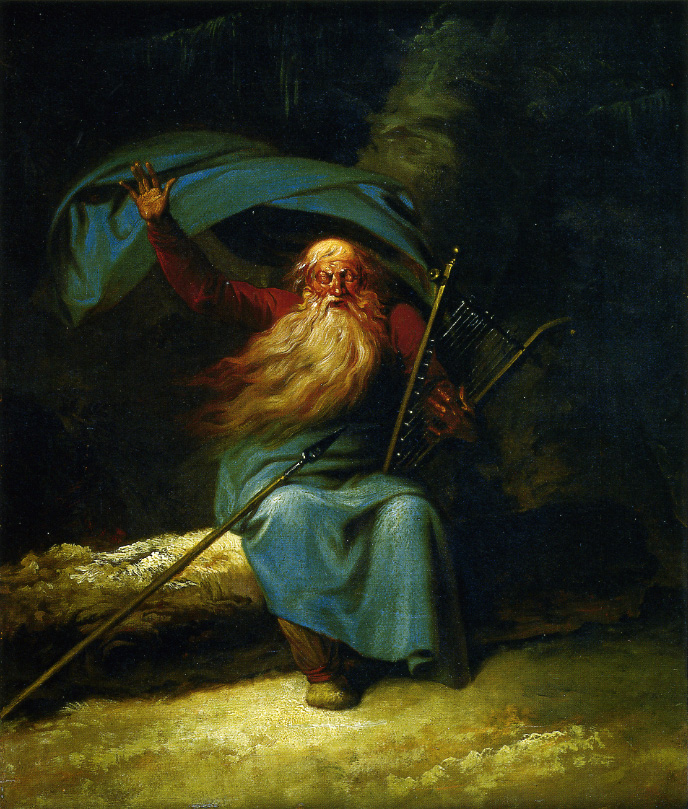
「オシアン」
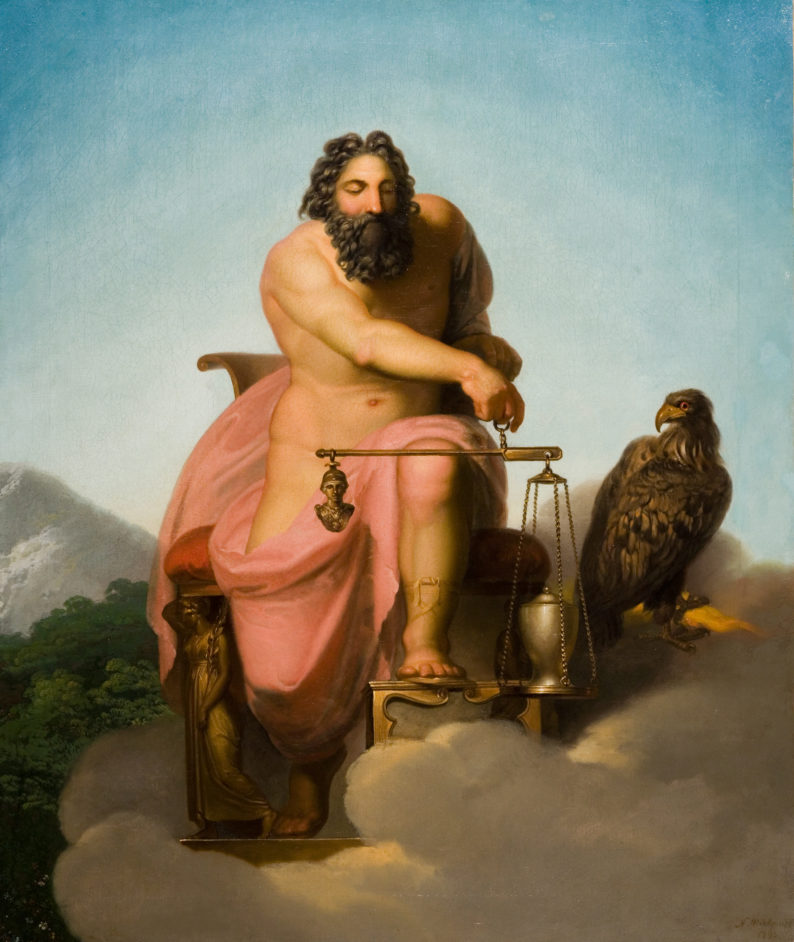
人の運命を測るユーピテル